# Condado de Trípoli
El condado de Trípoli fue el último en crearse de los cuatro grandes estados cruzados en Levante. Fue fundado en la moderna región de Trípoli, norte de Líbano y partes del oeste de Siria, zonas de poblaciones indígenas y religión cristiana, drusa y musulmana. Algunas de las principales ciudades del mismo eran Safita, Tortosa y Trípoli del Líbano.

## Historia
El origen del condado se remonta a 1102, cuando el Conde Raimundo IV de Tolosa, uno de los líderes de la Primera Cruzada, inició una larga guerra con los Banu Ammar, emires de Trípoli (en teoría vasallos de los califas fatimíes de El Cairo), por la que fue ganando gran parte de su territorio hasta asediarlos en la propia Trípoli. Raimundo murió en 1105, dejando a su hijo menor Alfonso Jordán como heredero, y a su primo, Guillermo Jordán de Cerdaña, como regente. Este último prosiguió el asedio de Trípoli durante los siguientes cuatro años, cuando un hijo bastardo de Raimundo, llamado Beltrán, que había sido regente de Toulouse, llegó a Tierra Santa. Estos dos llegaron al acuerdo de que cada uno se quedaría con sus propias conquistas, lo que benefició a Beltrán, pues tomó él la ciudad. Poco después moría Guillermo Jordán, y Beltrán se convertía en el único señor
El condado de Trípoli siguió existiendo como vasallo del reino de Jerusalén; mientras que a los caballeros hospitalarios se les cedió en 1142, el Krak de los Caballeros. El Conde Raimundo III, que rigió Trípoli de 1152 a 1187, fue una figura importante en la historia del reino. Por dos veces fue regente del reino, primero para el joven Balduino IV de 1174 a 1177, y luego para Balduino V de 1185 a 1186.
El condado consiguió salvarse de las conquistas de Saladino tras la batalla de Hattin, y desde 1201, estuvo unido a Antioquía, hasta la toma de ésta en 1268. Trípoli sobrevivió algunos años más, hasta que aprovechando una disputa interna los mamelucos tomaron la capital en 1289,: 328  con la excepción de Jebail y Tortosa, que fue el último bastión cruzado en caer en 1291.

## Vasallos de Trípoli

### Señorío de Gibelet
La antigua ciudad de Byblos fue la sede y capital del señorío regido por la familia genovesa de Embriaco, con el nombre de Gibelet o Jebail (algunos de los cuales también tomaron el nombre de Ibelín). Los señores de Gibelet eran vasallos del Conde de Trípoli, y además, tras la caída de Trípoli, vivieron un corto período como vasallos de los mamelucos. Hacia el sur, su vecino era el señorío de Beirut en el reino de Jerusalén.

### Señorío de Botron
El señorío de Botron se extendía alrededor del castillo de Batroun.

## Condes de Trípoli, 1102-1289
- Raimundo I (1102–1105)

Blasón de los condes de Trípoli.

- Guillermo Jordán, regente (1105–1109)
- Beltrán I (1109–1112)
- Ponce I (1112–1137)
- Raimundo II (1137–1152)
- Raimundo III (1152–1187)
- Raimundo IV (1187–1189), (hijo de Bohemundo III de Antioquía)
- Bohemundo I (1189–1233), (también Príncipe de Antioquía)
- Bohemundo II (1233–1252), (también Príncipe de Antioquía)
- Bohemundo III (1252–1275), (también Príncipe de Antioquía)
- Luciana de Segni, regente, (1252- 1254) (madre de Bohemundo)
- Bohemundo IV (1275–1287)
- Obispo Bartolomé de Tortosa, regente, (1275- 1280)
- Lucía I (1287–1289)
- Sibila de Armenia, regente, (1287- 1288) (madre de Lucía)

## Condes titulares de Trípoli
- Lucía I (1289– 1299)
- Felipe I (1299 – 1300)
- Margarita I (1300- 1308) (nieta de Bohemundo I)

Los reyes de Chipre lo llevaron entonces, o se lo atribuyen a sus hijos.
- Enrique I (1308–1324) (sobrino de Margarita)
- Amalrico de Chipre, regente, (1306- 1310) (hermano de Enrique)
- Hugo I (1324–1347) (sobrino de Enrique)
- Pedro I (1347–1358)
- Pedro II (1358–1372)
- Jacobo de Chipre, regente, (1369- 1375) (tío de Pedro)
- Jacobo I (1372–1397) (sobrino de Pedro I)
- Juan I (1397–1413)
- Eudes I (1413–1421) (hijo de Jacobo de Chipre)
- Jano I (1321–1432) (hermano de Eudes)
- Hugo de Chipre, regente, (1427- 1428) (hermano de Jano)
- Pedro III (1432–1451) (hermano de Juan)
- Juan II (1451–1458)
- Carlota I (1458–1485)
- Luis I (1459–1482) (esposo de Carlota)

Los duques de Saboya lo llevaron entonces.
- Carlos I (1485–1490) (sobrino de Carlota)
- Carlos II (1490–1496)
- Blanca de Montferrato, regente, (1490- 1496) (madre de Carlos)
- Yolanda I (1496–1499)
- Filiberto I (1496–1504) (esposo de Yolanda)
- Carlos III (1504–1553) (hermano de Filiberto)